# Marquesado de López-Chávarri
El Marquesado de López-Chávarri, es un título otorgado el 5 de abril de 1905 por el rey Alfonso XIII en favor de Julián Benito López-Chávarri y Febrero. (Guadalajara, 1831 - Valencia, 1905) 

## Marqueses de López-Chavarri

### Julián Benito López-Chavarri y Febrero
Nacido en Guadalajara en 1831, pertenece a la familia de los López de Mendoza, arraigada en la capital y vinculada a la casa del Infantado, en manos del duque de Osuna, Mariano Téllez-Girón. A su muerte, y en largo consenso familiar realizado en Pastrana (Guadalajara), se dividen los títulos familiares en dos ramas bien diferenciadas. Si bien los más públicos son usados y rehabilitados con posterioridad por los Arteaga, los títulos obrantes en el pacto de Pastrana que fueron vinculados a la casa de López-Chavarri quedaron sin efecto por su falta de rehabilitación posterior por don Julián Benito López-Chavarri y Febrero. Fueron los principales los de Éboli y Mélito, así como el Almirantazgo de Aragón.
Doctor ingeniero superior industrial por la academia de ingenieros de Segovia, Oficial de Ingenieros, decano de número de la Universidad literaria de Valencia, actual universidad de valencia,  será también catedrático de la asignatura de química en la Universidad Literaria de Valencia. En 1882, pasa a ocupar la cátedra de número de Física de la misma universidad, en la primera sección del escalafón. Son años de proyectos únicos e importantes para el desarrollo de la Comunidad Valenciana, como son la confección de los planos de la Albufera y tierras colindantes; la explotación de las salinas de Manuel; la canalización y presa de Burriana para el regadío, que tanta riqueza dio a este importante pueblo de La Plana; las conducciones de agua potable en Burriana y Torrente; y la central eléctrica de Ayelo de Malferit, que tanto progreso dio a la comarca. Así como la puesta en el plano de la industria del hierro de la región, haciéndola puntera en toda el país. Obtuvo la presidencia de la Real Sociedad Económica de Amigos del País Valenciano, impulsando la exposición regional valenciana de 1867, así como la planificación y dirección de la segunda exposición regional valenciana de 1891. Fue el primer presidente y fundador del Colegio de Ingenieros Superiores Industriales del País Valenciano y fundador del primer laboratorio químico de la Comunidad Valenciana, puntero en la investigación de guanos para la agricultura y su comercio en la capital del Turia.  Es destacable su intervención en el plano de la industrial metalúrgica, con su aportación personal a la dirección de la fundición "La Primitiva" de Valencia.
En cuanto al plano político y social, destaca su activismo en favor del constitucionalismo y la libertad, estando por tanto vinculado al Partido Liberal desde su fundación. Amigo personal de Práxedes Mateo Sagasta, pide en dos ocasiones excedencia en su carrera docente para dedicarse por entero a su vocación política. Diputado por Guadalajara en las legislaturas de 1887 y 1891, es también elegido senador del Reino. Fue gobernador civil de la provincia de Gerona y primer teniente de alcalde del Ayuntamiento de Valencia. En el plano nacional fue consejero del Consejo privado de Alfonso XIII, al que le une una gran amistad, y sus relaciones con la Casa Real fueron premiadas con las órdenes de Alfonso XII e Isabel la Católica, así como finalmente con el marquesado de López-Chávarri.
En el plano más personal, fue mecenas por raigambre de grandes artistas, lo que prueba el mantenimiento y ampliación de las colecciones artísticas de su casa, así como la afición melómana que inculcará a todos sus hijos con posterioridad.

### Casimiro López-Chavarri y Marco. (Valencia, 1870-1933)
Fue el primogénito de Julián Benito López-Chavarri y heredero natural del título. Doctor en Medicina y Física por la Universidad Literaria de Valencia, es catedrático en ambas especialidades hasta su muerte. Es famoso por su relación estrecha con Sigmund Freud y sus estudios y tesis doctoral sobre la hipnosis y sus relaciones con el sueño, que fueron vanguardistas para su época, trabajos que custodia la Universidad Literaria en su moderna Facultad de Medicina. Su pasión melómana es equiparable a la de su hermano Eduardo López-Chavarri. A su testamentaría y a la de su viuda, corresponde la construcción del Hospital General Sanjurjo de Valencia, en 1940.

### Eduardo López-Chavarri y Marco. (Valencia,1871-1970)
Figura puntera del modernismo español y europeo, melómano y artista, el estudio sobre su figura se recoge en el prólogo a la reedición del libro "Proses de Viatge", editado por Institución Alfonso el Magnánimo (Valencia, 1981). En cuanto a sus obras musicales, se contienen en el archivo personal vendido por sus familiares a la Biblioteca Valenciana en 1995, donde se pueden estudiar todas sus partituras originales salvo la propia regalada a N.S. de los Desamparados ("L´ofrena"), que se custodia en el archivo musical de su Real Basílica de Valencia. Estudió con Francisco Antich en Valencia, con Felipe Pedrell en Barcelona y con Jadasson en Alemania. Fue uno de los introductores de Wagner en España. Corresponsal de Guerra en Marruecos por el periódico valenciano "Las Provincias", se le concede la medalla al valor por mérito en campaña. Doctor en Derecho por la Universidad Central de Madrid, asimila en forma excelente la estética del modernismo literario. Comprometido con las tendencias culturales del País Valenciano, funda la Orquesta de Cámara Valenciana y la Cátedra de Historia de la Música y Estética del Conservatorio Superior de Música de Valencia. Es miembro de todo organismo cultural relacionado con él, así como demás instituciones paralelas en el Principado de Cataluña. 
Firmante de las normas ortográficas de 1932 para la normalización de la lengua valenciana, es muy interesante su aportación musicológica al folklore y música popular española a través de su actividad con la "Sección Femenina". Se le conceden como finales distinciones la Orden de Alfonso X el Sabio, en su gran cruz, en 1968, así como el nombramiento de hijo predilecto por la ciudad de Valencia. En 2001 se inauguró un busto del eminente escultor José Gozalvo en el vestíbulo del Palacio de la Música de Valencia El certamen musical López-Chavarri es otro de los homenajes que ensalzan su figura.

### Eduardo López-Chavarri y Andújar. (Valencia,1930-1993)
Eduardo fue el IV poseedor del título. Fue periodista y catedrático de música en el Conservatorio Superior de Música de Valencia. Realizó también estudios de Teología y Derecho.

### Los últimos marqueses
El último Marqués fue Eduardo López-Chavarri Andujar. No hubo descencia por parte de Eduardo López-Chavarri Andújar.Por tanto el título nobiliario de Marqués de López-Chavarri se extinguió al no haber descendientes directos de Eduardo López-Chavarri Andujar

## Otros miembros relevantes de la familia
Luisa López-Chavarri y Marco (Valencia 1874-1920) fue la primogénita de los hijos de Julián López-Chavarri, y madre de María de los Desamparados Sabater López-Chavarri. Mecenas gracias a cuyos buenos oficios se resuelve la testamentaría de Pilar López-Chavarri y Marco en favor de la Orden de los Padres Dominicos de Valencia. La importancia de la donación radica en que, gracias a la misma, se ultima la construcción sobre el solar -entre otros pertenecientes al Ayuntamiento de Valencia- de la Casa Natal de San Vicente Ferrer en la calle del Mar, de Valencia. Es por esta causa y no otra por la que los dominicos deben mantener abierta dicha casa con la particularidad de que si no cumplen la condición, podría ser reclamada la propiedad completa por el Ayuntamiento de Valencia. De su testamentaría salen varias de las principales alhajas pertenecientes a la Casa del Infantado, que debe lucir la imagen de la Virgen de los Desamparados de Valencia